# What I Want
«What I Want» — песня американского кантри-певца Моргана Уоллена при участии канадской певицы Тейт Макрей. Она была выпущена в качестве пятого сингла из четвёртого студийного альбома Уоллена I’m the Problem, издана на лейблах Big Loud, Republic Records и Mercury Records 16 мая 2025 года. Песня стала первой совместной работой Уоллена и певицы.
Сингл дебютировал на первом месте Billboard Hot 100, став четвёртым номером один lzk Уоллена и первым для Макрей.

## История
Уоллен рассказал, что сотрудничество с Макрей было тем, что оба хотели сделать в течение некоторого времени. Изначально песня «What I Want» не была написана с участием певицы, но Уоллен признался, что Макрей «просто абсолютно уничтожила все части песни». По этой причине они не работали над песней и не записывали её в студии вместе. Далее Уоллен рассказал, что за несколько лет до этого его сестра познакомила его с Тейт и что они были знакомы уже много лет.
После того как стало известно о сотрудничестве, поклонники Макрей раскритиковали ее за работу с Уолленом, учитывая его неоднозначное прошлое.

## Композиция
«What I Want» — это «заводная баллада», в которой оба исполнителя делятся вокалом о «временных отношениях». В ней рассказывается история двух влюблённых, каждый из которых приносит свой собственный багаж, осознавая, что требует друг от друга больше, и в результате «спускает друг друга с крючка».

## Отзывы
Песня получила положительные отзывы. В рейтинге всех треков альбома Мелинда Ньюман и Джессика Николсон из Billboard поставили песню на двенадцатое место, сказав, что она представляет собой «мерцающую мелодию с лёгким хип-хоп битом», где оба исполнителя делят «куплеты и несколько гармоний», но было бы «веселее», если бы дуэт чаще пел вместе, поскольку их голоса «удивительно сочетаются».

## Чарты

### Еженедельные чарты
| Чарт (2025)                           | Высшая позиция |
| ------------------------------------- | -------------- |
| Австралия (ARIA)                      | 13             |
| Австралия (Country Hot 50, The Music) | 2              |
| Канада (Billboard Canadian Hot 100)   | 2              |
| Мир (Billboard Global 200)            | 5              |
| Ирландия (IRMA)                       | 21             |
| Нидерланды (Dutch Top 40)             | 26             |
| Нидерланды (Single Top 100)           | 84             |
| Новая Зеландия (Recorded Music NZ)    | 17             |
| Норвегия (VG-lista)                   | 39             |
| Швеция (Sverigetopplistan)            | 80             |
| Великобритания (OCC UK Singles)       | 30             |
| США (Billboard Hot 100)               | 1              |
| США (Billboard Adult Pop Airplay)     | 11             |
| США (Billboard Country Airplay)       | 55             |
| США (Billboard Hot Country Songs)     | 1              |
| США (Billboard Pop Airplay)           | 9              |

## Сертификации
| Регион                                                                      | Сертификация | Продажи |
| --------------------------------------------------------------------------- | ------------ | ------- |
| Австралия (ARIA)                                                            | Золотой      | 35 000  |
| Канада (Music Canada)                                                       | Платиновый   | 80 000  |
| Данные о продажах + прослушиваниях приведены только на основе сертификации. |              |         |